# Ballingslöv International
Ballingslöv International AB er en international svensk producent af køkkener og badeværelsesindretning. Virksomheden er et datterselskab til Stena Adactum AB og der igennem en del af Stena AB. Ballingslöv udvikler, fremstiller og markedsfører mærkerne: Ballingslöv, SweNova, Drømmekjøkkenet, DFI, JKE Design, Multiform og Kvik. 
Virksomheden begyndte i 1929 som et snedkeri i byen Ballingslöv i Skåne. I dag har koncernen hovedkvarter i Malmø, mens der fortsat er produktion i byen Ballingslöv igennem datterselskabet Ballingslöv AB.

## Danmark
I Danmark er Ballingslöv siden 2005 tilstede igennem datterselskabet Ballingslöv International Danmark. Ballingslövs danske datterselskab står bag DFI-Geisler, JKE Design, Multiform og Kvik.